# In memoriam (album de Cathedral)
Pour les articles homonymes, voir In memoriam.
Albums de Cathedral
Forest of Equilibrium
(1991)
In memoriam est un mini-album (EP) du groupe anglais de doom/stoner metal Cathedral sorti en 1990.
En 1999, le disque ressort avec une deuxième partie contnant des enregistrements concert de chansons de In memoriam, et d'autres provenant de Demo #02 sorti en 1991.
La compilation contient également une reprise du groupe Pentagram, intitulée All Your Sins, figurant dans la partie concerts et studio.

## Liste des titres
1. Mourning of a New Day[1] - 8:00
2. All Your Sins[1] - 5:54
3. Ebony Tears[1] - 8:21
4. March[1] - 7:04
5. Commiserating the Celebration [live][2] - 9:55
6. Ebony Tears [live][1] - 11:13
7. Neophytes for the Serpent Eve [live][2] - 7:53
8. All Your Sins [live][1] - 4:57
9. Mourning of a New Day [live][1] - 9:01

Toutes les titres en live ont été enregistrés aux Pays-Bas en 1991.

## Sources
- In memoriam sur Spirit of Metal